# ランボルギーニ・LM003
ランボルギーニ・LM003はランボルギーニによって設計されたオフロードタイプのコンセプトカーである。

## 概要
LM003はLM002に搭載されたランボルギーニ製V12エンジンではなく、VMモトーリが提供した3.6Lターボチャージャー付5気筒ディーゼルエンジンを搭載する予定だった。このエンジンは最高出力150bhp (112kW)で、車両重量2,600kg (5,700ポンド)のLM003にはパワーが足りないとしてプロジェクトは中止された。
LM003と呼ばれているモデルはもう1つあり、ランボルギーニがメガテック傘下であったときに開発された。当時LM002の販売が安定しており、最新のデザインでLM002を復活させる計画だった。先に計画されたLM003と区別するためにボルネオまたはガリレオと名付けられる予定だった。このデザインはSZデザインに持ち込まれたが、コンセプトが形になることはなかった。